# Limba navajo
Navajo ori Navaho (nume nativ: Diné bizaad) este o limbă din familia Athabaskan (cunoscută și ca grupul de limbi Na-Dené) vorbită în sud-vestul Statelor Unite ale Americii de populația Navajo (Diné).  Este, atât geografic cât și lingvistic, una dintre cele mai sudice limbi din această familie, întrucât majoritatea limbilor Athabaskan sunt vorbite în nord-vestul Canadei și în Alaska.
Navajo are mai mulți vorbitori (nativi și nenativi) decât oricare din limbile native americane vorbite la nord de Mexic, 168.438 de vorbitori conform unui estimări (neoficiale) din 2005,, iar acest număr are tendințe de a crește în timp. Majoritatea vorbitorilor se găsesc în nordul statelor Arizona și New Mexico, respectiv în sud-vestul statului Utah, urmat de un grup mic de vorbitori din sudul statului Colorado.
În timpul celui de-al Doilea Război Mondial, limba navajo a fost utilizată drept cod militar de comunicare, între vorbitori nativi ai acesteia, pe frontul de luptă al războiului din Pacific. Acești agenți, numiți code talkers (organizați după modelul vorbitorilor în cod Choctaw din Primul Război Mondial, numiți Choctaw Code Talkers), care se găseau peste tot unde exista un front de luptă, schimbau mesaje dublu codificate în navajo care erau transmise eficient și rapid. Codul nu a fost niciodată descifrat de către forțele militare imperiale japoneze.

## Ortografie și pronunție

### Consonante
Tabelul următor enumeră consonantele limbii navajo în ortografie standard, urmată de pronunțarea acestora în IPA, care se găsește între paranteze pătrate.
|             |             | Bilabială | Alveolară | Alveolară | Palatală  | Velară  | Velară   | Glotală |
| ----------- | ----------- | --------- | --------- | --------- | --------- | ------- | -------- | ------- |
| centrală    | laterală    | Bilabială | plain     | labială   | Palatală  |         |          | Glotală |
| Plosive     | plain       | b [p]     | d [t]     |           |           | g [k]   |          | ʼ [ʔ]   |
| Plosive     | aspirate    |           | t [tx]    |           |           | k [kx]  | kw [kxʷ] |         |
| Plosive     | ejective    |           | tʼ [tʼ]   |           |           | kʼ [kʼ] |          |         |
| Africate    | plain       |           | dz [ts]   | dl [tˡ]   | j [tʃ]    |         |          |         |
| Africate    | aspirate    |           | ts [tsʰ]  | tł [tɬʰ]  | ch [tʃʰ]  |         |          |         |
| Africate    | ejective    |           | tsʼ [tsʼ] | tłʼ [tɬʼ] | chʼ [tʃʼ] |         |          |         |
| Continuante | voiceless   |           | s [s]     | ł [ɬ]     | sh [ʃ]    | h [x]   | hw [xʷ]  | h [h]   |
| Continuante | voiced      |           | z [z]     | l [l]     | zh [ʒ]    | gh [ɣ]  | ghw [ɣʷ] |         |
| Nazale      | Nazale      | m [m]     | n [n]     |           |           |         |          |         |
| Aproximante | Aproximante |           |           |           | y [j]     |         | (w [w])  |         |
În ortografia limbii navajo, litera h reprezintă două sunte diferite, este pronunțată [x] când cuvântul sau rădăcina se găsesc la început și [h] când cuvântul sau rădăcina se găsesc la sfârșit. Oricum, când [x] este precedat de s este scris întotdeauna x și niciodată h, astfel încât nu poate fi confubdat cu sh (spre exemplificare, násxéés "Mă răsucesc", dar niciodată náshéés).
Consoana gh [ɣ] este scrisă ca y în fața vocalelor i și e (caz în care este palatizată [ʝ]), ca w înaintea vocalei o (care este labializată [ɣʷ]), și gh înaintea vocalei a. Semnul de stopare glotală ʼ nu este scris la începutul cuvintelor.
În cazul /ɣ/ gh, atât palatizarea cât și labializarea sunt reprezentate în ortografiere prin y pentru varianta palatizată, respectiv prin w în cazul variantei labializată. Cu excepția de mai sus, ortografierea nu indică variante pentru alte consonante.

### Vocale
Limba navajo are patru vocale de bază a,  e,  i și o. Fiecare dintre acestea pot fi scurte sau lungi, respectiv ne-nazalizate (sau orale) și nazalizate.
- scurte, precum în a  și  e 
- lungi, precum în aa și ee 
- nazalizate, precum în ą și ę 
- nazalizate lungi, precum în ąą și ęę 

### Tonuri
Limba navajo are două tonuri, jos și înalt. Toate silabele sunt la origine de ton jos. Datorită prezenței vocalelor scurte și lungi, aceste două tonuri prezintă patru variante posibile:
- înalt, precum în áá și éé,
- jos, precum în aa și ee,
- crescător, precum în aá și eé or
- descrescător, precum în áa și ée.

Diferite alte combinații ale acestor forme de bază sunt posibile, precum în ą́ą́ (lungă, nazalizată, înalt tonală).

## Gramatică

### Verbe

#### Moduri și aspecte

##### Moduri
Navajo prezintă următoarele moduri ale verbelor:
- Imperfect
- Perfect
- Progresiv
- Viitor
- Uzitativ
- Iterativ
- Optativ

### Substantive

#### Posesiuni
Posesiunea este exprimată în limba navajo cu prefixe desemnând pronume personale:
|                 | Singular | Dual     | Plural   |
| First           | shi-     | nihi-    | danihi-  |
| Second          | ni-      | nihi-    | danihi-  |
| Third           | bi-      | bi-      | bi-      |
| Fourth (3o)     | yi-      | yi-      | yi-      |
| Fourth (3a)     | ha-, hw- | ha-, hw- | ha-, hw- |
| Indefinite (3i) | a-       | a-       | a-       |

### Numerale
|    | base numeral |                   | +10 (-tsʼáadah) | +10 (-tsʼáadah) |       | x10 (-diin) | x10 (-diin) |
| 1  | tʼááłáʼí     | łaʼtsʼáadah       | (11)            | –               | –     |             |             |
| 2  | naaki        | naakitsʼáadah     | (12)            | naadiin         | (20)  |             |             |
| 3  | tááʼ         | tááʼtsʼáadah      | (13)            | tádiin          | (30)  |             |             |
| 4  | dį́į́ʼ         | dį́į́ʼtsʼáadah      | (14)            | dízdiin         | (40)  |             |             |
| 5  | ashdlaʼ      | ashdlaʼáadah      | (15)            | ashdladiin      | (50)  |             |             |
| 6  | hastą́ą́       | hastą́ʼáadah       | (16)            | hastą́diin       | (60)  |             |             |
| 7  | tsostsʼid    | tsostsʼidtsʼáadah | (17)            | tsostsʼidiin    | (70)  |             |             |
| 8  | tseebíí      | tseebíítsʼáadah   | (18)            | tseebídiin      | (80)  |             |             |
| 9  | náhástʼéí    | náhástʼéítsʼáadah | (19)            | náhástʼédiin    | (90)  |             |             |
| 10 | neeznáá      | –                 | –               | neeznádiin      | (100) |             |             |
| 20              | 20    |                 | 40    | 40 |
| naadiin         | (20)  | dízdiin         | (40)  |    |
| 21-29           | 21-29 | 41-49           | 41-49 |    |
| naadįįłaʼ       | (21)  | dízdįįłaʼ       | (41)  |    |
| naadįįnaaki     | (22)  | dízdįįnaaki     | (42)  |    |
| naadįįtááʼ      | (23)  | dízdįįtááʼ      | (43)  |    |
| naadįįdį́į́ʼ      | (24)  | dízdįįdį́į́ʼ      | (44)  |    |
| naadįįʼashdlaʼ  | (25)  | dízdįįʼashdlaʼ  | (45)  |    |
| naadįįhastą́ą́    | (26)  | dízdįįhastą́ą́    | (46)  |    |
| naadįįtsostsʼid | (27)  | dízdįįtsostsʼid | (47)  |    |
| naadįįtseebíí   | (28)  | dízdįįtseebíí   | (48)  |    |
| naadįįnáhástʼéí | (29)  | dízdįįnáhástʼéí | (49)  |    |
|   | base numeral | x100 (=di + neeznádiin)      |
| - | ------------ | ---------------------------- |
| 1 | tʼááłáʼí     | tʼááłáhádí neeznádiin (100)  |
| 2 | naaki        | naakidi neeznádiin (200)     |
| 3 | tááʼ         | táadi neeznádiin (300)       |
| 4 | dį́į́ʼ         | dį́įʼdi neeznádiin (400)      |
| 5 | ashdlaʼ      | ashdladi neeznádiin (500)    |
| 6 | hastą́ą́h      | hastą́ądi neeznádiin (600)    |
| 7 | tsostsʼid    | tsostsʼidi neeznádiin (700)  |
| 8 | tseebíí      | tseebíidi neeznádiin (800)   |
| 9 | náhástʼéí    | náhástʼéidi neeznádiin (900) |

## Exemplul unui text scurt
Diné bizaad:
Ashiiké tʼóó diigis léiʼ tółikaní łaʼ ádiilnííł dóó nihaa nahidoonih níigo yee hodeezʼą́ jiní. Áko tʼáá ałʼąą chʼil naʼatłʼoʼii kʼiidiilá dóó hááhgóóshį́į́ yinaalnishgo tʼáá áłah chʼil naʼatłʼoʼii néineestʼą́ jiní. Áádóó tółikaní áyiilaago tʼáá bíhígíí tʼáá ałʼąą tłʼízíkágí yiiʼ haidééłbįįd jiní. "Háadida díí tółikaní yígíí doo łaʼ ahaʼdiidził da," níigo ahaʼdeetʼą́ jiníʼ. Áádóó baa nahidoonih biniiyé kintahgóó dah yidiiłjid jiníʼ....

### Legături lingvistice
- Navajo reflections of a general theory of lexical argument structure Arhivat în 12 martie 2012, la Wayback Machine. (Ken Hale & Paul Platero), museunacional.ufrj.br
- Remarks on the syntax of the Navajo verb part I: Preliminary observations on the structure of the verb Arhivat în 23 august 2015, la Wayback Machine. (Ken Hale), museunacional.ufrj.br
- The Navajo Prolongative and Lexical Structure Arhivat în 3 iulie 2012, la Wayback Machine. (Carlotta Smith), cc.utexas.edu
- A Computational Analysis of Navajo Verb Stems Arhivat în 28 septembrie 2011, la Wayback Machine. (David Eddington & Jordan Lachler), linguistics.byu.edu
- Grammaticization of Tense in Navajo: The Evolution of nt’éé Arhivat în 12 decembrie 2012, la Wayback Machine. (Chee, Ashworth, Buescher & Kubacki), linguistics.ucsb.edu
- A methodology for the investigation of speaker’s knowledge of structure in Athabaskan Arhivat în 6 martie 2009, la Archive-It (Joyce McDonough & Rachel Sussman), urresearch.rochester.edu
- How to use Young and Morgan’s The Navajo Language Arhivat în 7 martie 2012, la Wayback Machine. (Joyce McDonough), bcs.rochester.edu
- Time in Navajo: Direct and Indirect Interpretation Arhivat în 4 martie 2016, la Wayback Machine. (Carlota S. Smith, Ellavina T. Perkins, Theodore B. Fernald), cc.utexas.edu

### Educational
- Blair, Robert W.; Simmons, Leon; & Witherspoon, Gary. (1969). Navaho Basic Course. Brigham Young University Printing Services.
- Goossen, Irvy W. (1967). Navajo made easier: A course in conversational Navajo. Flagstaff, AZ: Northland Press.
- Goossen, Irvy W. (1995). Diné bizaad: Speak, read, write Navajo. Flagstaff, AZ: Salina Bookshelf. ISBN 0-9644189-1-6
- Goossen, Irvy W. (1997). Diné bizaad: Sprechen, Lesen und Schreiben Sie Navajo. Loder, P. B. (transl.). Flagstaff, AZ: Salina Bookshelf.
- Haile, Berard. (1941–1948). Learning Navaho, (Vols. 1–4). St. Michaels, AZ: St. Michael's Mission.
- Platero, Paul R. (1986). Diné bizaad bee naadzo: A conversational Navajo text for secondary schools, colleges and adults. Farmington, NM: Navajo Preparatory School.
- Platero, Paul R.; Legah, Lorene; & Platero, Linda S. (1985). Diné bizaad bee naʼadzo: A Navajo language literacy and grammar text. Farmington, NM: Navajo Language Institute.
- Tapahonso, Luci, & Schick, Eleanor. (1995). Navajo ABC: A Diné alphabet book. New York: Macmillan Books for Young Readers. ISBN 0-689-80316-8
- Witherspoon, Gary. (1985). Diné Bizaad Bóhooʼaah for secondary schools, colleges, and adults. Farmington, NM: Navajo Language Institute.
- Witherspoon, Gary. (1986). Diné Bizaad Bóhooʼaah I: A conversational Navajo text for secondary schools, colleges and adults. Farmington, NM: Navajo Language Institute.
- Wilson, Alan. (1969). Breakthrough Navajo: An introductory course. Gallup, NM: The University of New Mexico, Gallup Branch.
- Wilson, Alan. (1970). Laughter, the Navajo way. Gallup, NM: The University of New Mexico at Gallup.
- Wilson, Alan. (1978). Speak Navajo: An intermediate text in communication. Gallup, NM: University of New Mexico, Gallup Branch.
- Wilson, Garth A. (1995). Conversational Navajo workbook: An introductory course for non-native speakers. Blanding, UT: Conversational Navajo Publications. ISBN 0-938717-54-5.
- Yazzie, Evangeline Parsons, and Margaret Speas (2008). Diné Bizaad Bínáhoo'aah: Rediscovering the Navajo Language. Flagstaff, AZ: Salina Bookshelf, Inc. ISBN 978-1-893354-73-9

### Lucrări lingvistice, alte resurse
- Akmajian, Adrian; & Anderson, Stephen. (1970). On the use of the fourth person in Navajo, or Navajo made harder. International Journal of American Linguistics, 36 (1), 1–8.
- Creamer, Mary Helen. (1974). Ranking in Navajo nouns. Navajo Language Review, 1, 29–38.
- Faltz, Leonard M. (1998). The Navajo verb: A grammar for students and scholars. Albuquerque, NM: University of New Mexico Press. ISBN 0-8263-1901-7 (hb), ISBN 0-8263-1902-5 (pbk)
- Frishberg, Nancy. (1972). Navajo object markers and the great chain of being. In J. Kimball (Ed.), Syntax and semantics (Vol. 1, p. 259–266). New York: Seminar Press.
- Grimes, Barbara F. (Ed.). (2000). Ethnologue: Languages of the world, (14th ed.). Dallas, TX: SIL International. ISBN 1-55671-106-9. (Online edition: http://www.ethnologue.com/, accessed on 19 noiembrie 2004).
- Hale, Kenneth L. (1973). A note on subject-object inversion in Navajo. In B. B. Kachru, R. B. Lees, Y. Malkiel, A. Pietrangeli, & S. Saporta (Eds.), Issues in linguistics: Papers in honor of Henry and Renée Kahane (p. 300–309). Urbana: University of Illinois Press.
- Hoijer, Harry. (1945). Navaho phonology. University of New Mexico publications in anthropology, (No. 1).
- Hoijer, Harry. (1945). Classificatory verb stems in the Apachean languages. International Journal of American Linguistics, 11 (1), 13–23.
- Hoijer, Harry. (1945). The Apachean verb, part I: Verb structure and pronominal prefixes. International Journal of American Linguistics, 11 (4), 193–203.
- Hoijer, Harry. (1946). The Apachean verb, part II: The prefixes for mode and tense. International Journal of American Linguistics, 12 (1), 1–13.
- Hoijer, Harry. (1946). The Apachean verb, part III: The classifiers. International Journal of American Linguistics, 12 (2), 51–59.
- Hoijer, Harry. (1948). The Apachean verb, part IV: Major form classes. International Journal of American Linguistics, 14 (4), 247–259.
- Hoijer, Harry. (1949). The Apachean verb, part V: The theme and prefix complex. International Journal of American Linguistics, 15 (1), 12–22.
- Hoijer, Harry. (1970). A Navajo lexicon. University of California Publications in Linguistics (No. 78). Berkeley: University of California Press.
- Kari, James. (1975). The disjunct boundary in the Navajo and Tanaina verb prefix complexes. International Journal of American Linguistics, 41, 330–345.
- Kari, James. (1976). Navajo verb prefix phonology. Garland Publishing Co.
- McDonough, Joyce. (2003). The Navajo sound system. Dordrecht: Kluwer Academic Publishers. ISBN 1-4020-1351-5 (hb); ISBN 1-4020-1352-3 (pbk)
- Reichard, Gladys A. (1951). Navaho grammar. Publications of the American Ethnological Society (Vol. 21). New York: J. J. Augustin.
- Sapir, Edward. (1932). Two Navaho puns. Language, 8 (3) , 217-220.
- Sapir, Edward, & Hoijer, Harry. (1942). Navaho texts. William Dwight Whitney series, Linguistic Society of America.
- Sapir, Edward, & Hoijer, Harry. (1967). Phonology and morphology of the Navaho language. Berkeley: University of California Press.
- Speas, Margaret. (1990). Phrase structure in natural language. Kluwer Academic Publishers. ISBN 0-7923-0755-0
- Wall, C. Leon, & Morgan, William. (1994). Navajo-English dictionary. New York: Hippocrene Books. ISBN 0-7818-0247-4. (Originally published [1958] by U.S. Dept. of the Interior, Branch of Education, Bureau of Indian Affairs).
- Webster, Anthony K. (2004). Coyote Poems: Navajo Poetry, Intertextuality, and Language Choice. American Indian Culture and Research Journal, 28, 69-91.
- Webster, Anthony K. (2006). "ALk'idaa' Ma'ii Jooldlosh, Jini": Poetic Devices in Navajo Oral and Written Poetry. Anthropological Linguistics, 48(3), 233-265.
- Webster, Anthony K. (2009). Explorations in Navajo Poetry and Poetics. Albuquerque: University of New Mexico Press.
- Witherspoon, Gary. (1971). Navajo categories of objects at rest. American Anthropologist, 73, 110-127.
- Witherspoon, Gary. (1977). Language and art in the Navajo universe. Ann Arbor: University of Michigan Press. ISBN 0-472-08966-8; ISBN 0-472-08965-X
- Yazzie, Sheldon A. (2005). Navajo for Beginners and Elementary Students. Chapel Hill: The University of North Carolina at Chapel Hill Press.
- Young, Robert W. (2000). The Navajo verb system: An overview. Albuquerque: University of New Mexico Press. ISBN 0-8263-2172-0 (hb); ISBN 0-8263-2176-3 (pbk)
- Young, Robert W., & Morgan, William, Sr. (1987). The Navajo language: A grammar and colloquial dictionary (rev. ed.). Albuquerque: University of New Mexico Press. ISBN 0-8263-1014-1
- Young, Robert W.; Morgan, William; & Midgette, Sally. (1992). Analytical lexicon of Navajo. Albuquerque: University of New Mexico Press. ISBN 0-8263-1356-6; ISBN 0825313566